# Radio Arabella (Österreich)
Radio Arabella ist ein privater Rundfunkveranstalter in Wien, dessen Betreiber die Radio Arabella GmbH ist. In den Bundesländern Niederösterreich, und Oberösterreich ist Radio Arabella jeweils mit lokalen Gesellschaften und Gesellschaftern in den regionalen Märkten aktiv – der Radio Arabella Oberösterreich GmbH sowie die Radio Arabella Niederösterreich GmbH. Die Namensgebung und das optische Erscheinungsbild orientieren sich am Schwestersender von Radio Arabella in München. Die Sender treten in Österreich optisch (werblich) einheitlich auf, senden jedoch eigenständige Regionalprogramme und haben jeweils eine eigene Sendelizenz. Der Claim der Sender lautet „80er, 90er und ganz viel WOW“.

## Marktposition
Radio Arabella weist am Wiener regionalen Privatradiomarkt einen Marktanteil von 7 Prozent auf und besetzt somit die Spitze des Mitbewerberfeldes am Gesamtmarkt (10+). Auch in der Zielgruppe 35+ nimmt der Sender mit 8 Prozent Marktanteil die Spitzenposition in Wien ein. In der Zielgruppe der 14–49-Jährigen erreicht Radio Arabella einen Marktanteil von 6 Prozent.

## Musikformat
Seit dem Sendestart im Dezember 2001 hat sich der Sender von der Ausrichtung eines Schlager- und Oldie-Formats über die Jahre weiterentwickelt und dem veränderten Musikgeschmack angepasst. Dieses spiegelt das aktuelle Format wider: Songs der 80er und 90er Jahre sowie ausgewählte Songs des neuen Jahrtausends, die musikalische Bandbreite reicht von Bee Gees, Madonna, Falco über Robbie Williams bis hin zu Bruno Mars und Lady Gaga.

## Verbreitung
Radio Arabella verbreitet im Sendegebiet Wien das Programm von Radio Arabella Wien, das ebenso in den Kabelnetzen von Magenta Austria (ehemals UPC Wien) und kabelplus (Niederösterreich) eingespeist ist. Seit 2015 betrieb Radio Arabella auf Digitalradio DAB+ drei digital-terrestrische Radioprogramme für die Bundeshauptstadt – Arabella Wien, Arabella Relax und Arabella Hot. Seit Einführung des Regelbetriebs wird in Wien das Hauptprogramm und bundesweit die Spartenprogramme Arabella Relax und Arabella Hot übertragen.
Weiters können alle Radioprogramme der Radio Arabella-Senderfamilie in Österreich als Webradio-Angebot weltweit empfangen werden. Neben den Live-UKW-Programmen von Radio Arabella Wien, Radio Arabella Niederösterreich, Radio Arabella Oberösterreich und Radio Arabella Hot in Tirol finden sich auf der Senderwebsite auch das DAB+ Programm Arabella Relax ebenso wie die Arabella-Webradios Arabella 70er, Arabella 80er, Arabella 90er, Arabella Golden Oldies, Arabella Rock (siehe DAB+ Wien), Arabella Holiday, Arabella Austropop, Arabella Lovesongs, Arabella Ti Amo, Arabella Christmas und Arabella Wiener Schmäh.
Im Sendegebiet Niederösterreich verbreitet Radio Arabella sein Programm auf DAB/UKW-Frequenzen und in den regionalen Kabelnetzen.
Radio Arabella Oberösterreich ist im Sendegebiet auf UKW-Frequenzen sowie in den regionalen Kabelnetzen empfangbar.
Radio Arabella Hot ist bundesweit auf DAB+ empfangbar. Die UKW-Übertragungen im Tiroler Oberland wurden im November 2023 eingestellt.
| Freq. in MHz | Region/Standort          | ERP in kW |
| ------------ | ------------------------ | --------- |
| 92,9         | Wien/Donauturm           | 2,8       |
| DAB+         | Wien/DC Tower 1          | 13        |
| 101,4        | Hornsburg                | 0,1       |
| 107,9        | Mistelbach               | 0,05      |
| 103,0        | Horn                     | 0,02      |
| 94,9         | Gföhl                    | 0,04      |
| 94,9         | Zwettl                   | 0,2       |
| 99,3         | Zwettl/Loschberg         | 0,04      |
| 107,1        | Krems an der Donau       | 1,4       |
| 99,4         | Tulln                    | 0,45      |
| 107,7        | Traisen                  | 0,5       |
| 96,5         | Ybbs                     | 1,9       |
| 96,5         | Waidhofen (Ybbs)         | 0,8       |
| 96,7         | Linz/Lichtenberg         | 4         |
| 93,8         | Freistadt                | 0,2       |
| 89,7         | Perg                     | 0,03      |
| 107,7        | Steyr                    | 0,03      |
| 99,2         | Kremsmünster             | 0,03      |
| 101,4        | Kirchdorf an der Krems   | 0,2       |
| 97,8         | Sankt Georgen (Attergau) | 0,13      |
| 105,8        | Völklabruck              | 0,05      |
| 95,4         | Unterach (Attersee)      | 0,06      |

## Event
Ein eigener Unternehmensbereich „Event“ veranstaltet und organisiert regionale Events, Incentives und Promotion-Aktionen, für die lokalen Wirtschaftsbetriebe.